# Palisadegletsjer

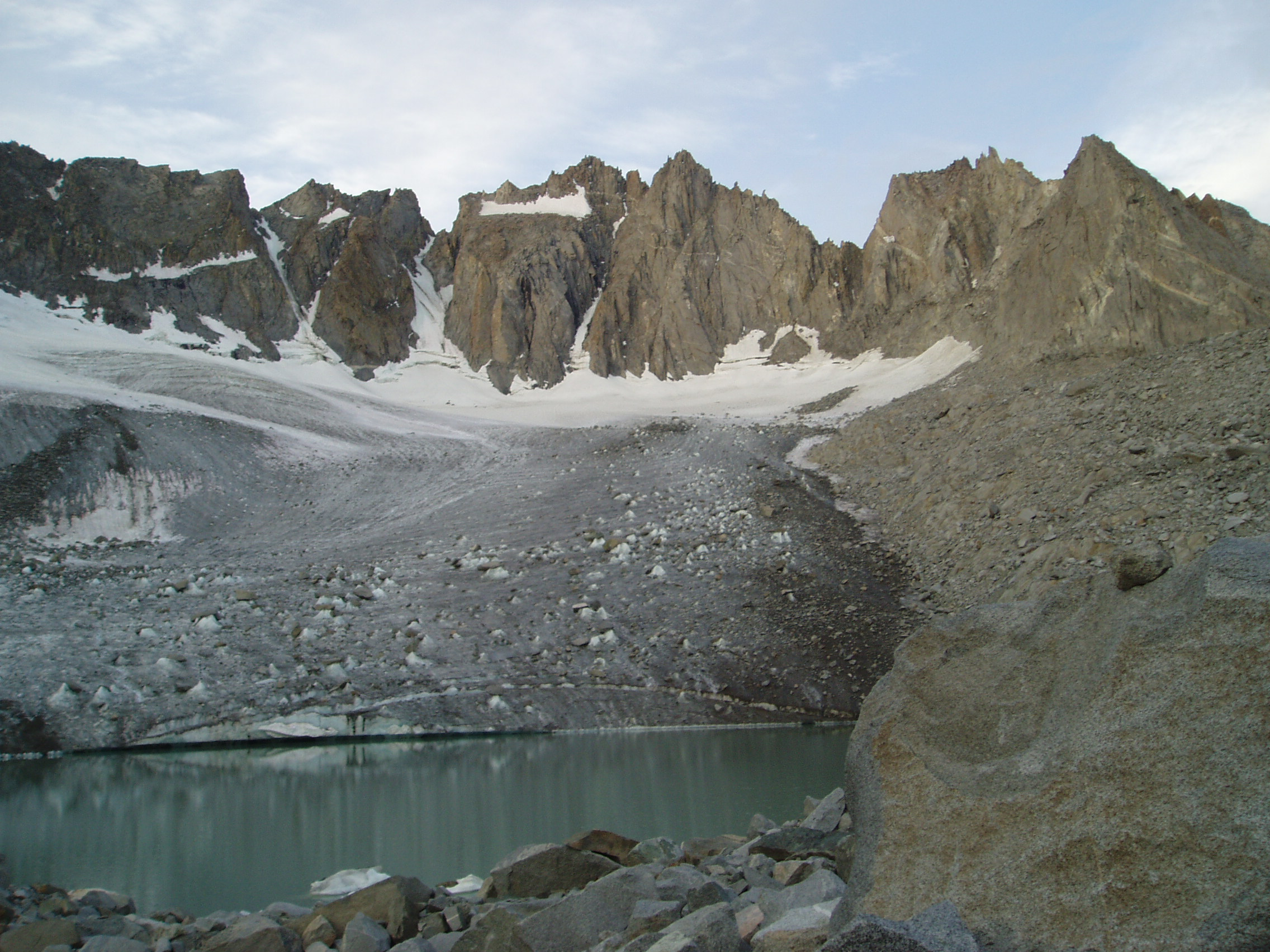
De Palisades, de gletsjer en zijn proglaciaal meer

De Palisadegletsjer (Engels: Palisade Glacier) is een gletsjer op de noordoostelijke flank van de Palisades in het Sierra Nevada-gebergte in de Amerikaanse staat Californië. De Palisadegletsjer bevindt zich in de John Muir Wilderness in Inyo County. De gletsjer strekt zich uit van de flanken van vier bergtoppen, waarvan de North Palisade met z'n 4.343 meter de hoogste is en de derde hoogste bergtop in de Sierra Nevada. De gletsjer is 1,30 km lang en 0,80 km breed en heeft een oppervlakte van zo'n 0,80 km². Palisade Glacier is de meest zuidelijke gletsjer in de Verenigde Staten en de grootste gletsjer van de Sierra Nevada.